# Lazarevac
Lazarevac (serbocroata cirílico: Лазаревац) es un municipio suburbano de la ciudad de Belgrado, la capital de Serbia.
En 2011 su población era de 58 622 habitantes, de los cuales 25 526 vivían en la villa y el resto en las 33 pedanías del municipio. La mayoría de los habitantes del municipio son étnicamente serbios (55 987 habitantes), con una pequeña minoría de gitanos (650 habitantes).
Recibe su nombre en honor a Lazar Hrebeljanović. El área era conocida en el período de entreguerras por albergar un importante aeródromo militar que defendía la ciudad de Belgrado, lo que convirtió a Lazarevac en uno de los principales objetivos del bombardeo de 1941. Junto con Mladenovac, el municipio se integró en el territorio de la ciudad de Belgrado en 1971.
Se ubica unos 40 km al sur de la capital nacional Belgrado.

## Pedanías
Además de la villa de Lazarevac, el municipio incluye los siguientes pueblos:
Hasta 2019 incluía también el pueblo de Sakulja, que ahora se considera parte de Junkovac.

## Deportes
- FK Kolubara Lazarevac